# Bayano Kamani
Bayano Ali Kamani (Houston, 17 aprile 1980) è un ex ostacolista panamense con cittadinanza statunitense, specializzato nei 400 metri ostacoli.

## Biografia
Nato in Texas, Kamani ha studiato alla Baylor University dove ha gareggiato per la squadra universitaria ai campionati NCAA. Ha rappresentato gli Stati Uniti d'America in due occasioni internazionali alle Universiadi, vincendo una medaglia d'argento nel 1999.
Dal 2002 ha deciso di rappresentare il Panama nelle competizioni internazionali, ciò gli ha consentito di rappresentare il paese del Centro America ai Giochi olimpici di Atene 2004 e di Pechino 2008. Nel 2007 ha vinto una medaglia d'argento ai Giochi panamericani in Brasile. Kamani detiene il record sudamericano nei 400 metri ostacoli raggiunto nel corso dei Mondiali di Helsinki 2005.

## Palmarès
| Anno                                | Manifestazione          | Sede             | Evento      | Risultato  | Prestazione | Note |
| ----------------------------------- | ----------------------- | ---------------- | ----------- | ---------- | ----------- | ---- |
| In rappresentanza degli Stati Uniti |                         |                  |             |            |             |      |
| 1999                                | Universiadi             | Palma di Maiorca | 400 m hs    | Argento    | 48"74       |      |
| 2001                                | Universiadi             | Pechino          | 400 m hs    | Semifinale | 50"64       |      |
| In rappresentanza del Panama        |                         |                  |             |            |             |      |
| 2003                                | Campionati sudamericani | Barquisimeto     | 400 m hs    | Oro        | 50"10       |      |
| 2003                                | Mondiali                | Saint-Denis      | 400 m hs    | Batteria   | 51"18       |      |
| 2004                                | Giochi olimpici         | Atene            | 400 m hs    | 5º         | 48"74       |      |
| 2005                                | Mondiali                | Helsinki         | 400 m hs    | 7º         | 50"18       |      |
| 2006                                | Giochi CAC              | Cartagena        | 400 m hs    | Oro        | 49"44       |      |
| 2007                                | Giochi panamericani     | Rio de Janeiro   | 400 m hs    | Argento    | 48"70       |      |
| 2007                                | Mondiali                | Osaka            | 400 m hs    | Semifinale | 49"13       |      |
| 2008                                | Campionati CAC          | Cali             | 400 m piani | Batteria   | 56"45       |      |
| 2008                                | Giochi olimpici         | Pechino          | 400 m hs    | Semifinale | 50"48       |      |